# Classic Brugge-De Panne 2023
Das Straßenradrennen Classic Brugge–De Panne 2023 war die 47. Austragung des belgischen Eintagesrennens. Das Rennen fand am 22. März statt und war Teil der UCI WorldTour 2023.
Das Rennen wurde maßgeblich vom Wind und Regen beeinflusst. Jasper Philipsen (Alpecin-Deceuninck) setzte sich im Sprint vor Olav Kooij (Jumbo-Visma), Yves Lampaert (Soudal Quick-Step) und Frederik Frison (Lotto Dstny) durch, die sich 15 Kilometer vor dem Ziel aus einer 16-köpfigen Spitzengruppe absetzen konnten.

## Teilnehmende Mannschaften und Fahrer
Mit Ausnahme der Ineos Grenadiers und dem AG2R Citroën Team starteten alle 18 UCI WorldTeams. Weitere 6 UCI ProTeams nahmen an dem Rennen teil. Für jede Mannschaft waren sieben Fahrer startberechtigt, wobei Jayco AlUla, Israel-Premier Tech und TotalEnergies nur sechs Fahrer aufstellten. Von den 151 Startern erreichten nur 74 das Ziel.
Zu den Favoriten zählten aufgrund der flachen Topographie in erster Linie die Sprinter. Als mögliche Sieger galten Fabio Jakobsen (Soudal Quick-Step), Caleb Ewan (Lotto Dstny), Jasper Philipsen (Alpecin-Deceuninck), Dylan Groenewegen (Jayco AlUla), Arnaud Démare (Groupama-FDJ), Sam Bennett (Bora-hansgrohe), Mark Cavendish (Astana Qazaqstan), Olav Kooij (Jumbo-Visma), Fernando Gaviria (Movistar), Pascal Ackermann (UAE Team Emirates), Phil Bauhaus (Bahrain Victorious), Max Walscheid (Cofidis), Alberto Dainese (DSM) und Edward Theuns (Trek-Segafredo).
| UCI WorldTeams | UCI WorldTeams        | UCI WorldTeams | UCI WorldTeams           | UCI WorldTeams | UCI WorldTeams    | UCI ProTeams | UCI ProTeams           |
| -------------- | --------------------- | -------------- | ------------------------ | -------------- | ----------------- | ------------ | ---------------------- |
| ACT            | AG2R Citroën Team     | GFC            | Groupama-FDJ             | DSM            | Team DSM          | BWB          | Bingoal WB             |
| ADC            | Alpecin-Deceuninck    | IGD            | Ineos Grenadiers         | JAY            | Team Jayco AlUla  | IPT          | Israel-Premier Tech    |
| AST            | Astana Qazaqstan Team | ICW            | Intermarché-Circus-Wanty | TFS            | Trek-Segafredo    | LDT          | Lotto Dstny            |
| TBV            | Bahrain Victorious    | TJV            | Jumbo-Visma              | UAD            | UAE Team Emirates | TFB          | Team Flanders-Baloise  |
| BOH            | Bora-Hansgrohe        | MOV            | Movistar Team            |                |                   | TEN          | TotalEnergies          |
| COF            | Cofidis               | SOQ            | Soudal Quick-Step        |                |                   | UXT          | Uno-X Pro Cycling Team |
| EFE            | EF Education-EasyPost | ARK            | Team Arkéa-Samsic        |                |                   |              |                        |

## Streckenführung
Die Strecke führte über 211 km von Brügge nach De Panne. Nach dem Start ging es auf direktem Weg Richtung Westen nach Veurne, wo die Fahrer bereits nach rund 55 Kilometern den finalen Rundkurs erreichten. Nach 67,5 Kilometern wurde zum ersten Mal die Ziellinie überfahren. Anschließend folgten drei Runden auf dem 47,9 Kilometer langen Rundkurs. Dieser führte von De Panne aus entlang der Küste nach Koksijde. Danach drehte die Strecke landeinwärts und führte über Veurne, ehe es weiter nach Beauvoorde ging. Von Houthem ging es schließlich zurück nach De Panne, wobei die letzten sieben Kilometer mehrere Richtungswechsel und Straßenverengungen beinhalteten.
Die flache Topografie des Rennens stellte eine ideale Streckenführung für die Sprinter dar. Aufgrund der Nähe zur Nordsee, konnte jedoch der Wind eine entscheidende Rolle spielen.

## Rennverlauf und Ergebnisse
Mit Sep Vanmarcke (Israel-Premier Tech) nahm ein Fahrer das Rennen nicht in Angriff. Nach dem offiziellen Start setzten sich mit Jonas Rutsch (EF Education-EasyPost), Mathis Le Berre (Arkéa-Samsic), Jens Reynders (Israel-Premier Tech), Louis Bendixen (Uno-X), Milan Fretin (Flanders-Baloise), Louis Blouwe und Johan Meens (beide Bingoal WB) sieben Fahrer vom Hauptfeld ab. Bei regnerischen Bedingungen teilte sich das Hauptfeld immer wieder und mit Sam Bennett (Bora-hansgrohe) gab einer der Top-Sprinter das Rennen frühzeitig auf. Bereits rund 100 Kilometer vor dem Ziel wurden die Ausreißer vom stark dezimierten Hauptfeld gestellt. Mit Fabio Jakobsen (Soudal Quick-Step), Dylan Groenewegen (Jayco AlUla), Arnaud Démare (Groupama-FDJ), Mark Cavendish (Astana Qazaqstan), Fernando Gaviria (Movistar), Pascal Ackermann (UAE Team Emirates) und Olav Kooij (Jumbo-Visma) waren zu diesem Zeitpunkt bereits mehrere Sprinter abgehängt worden.
Rund 70 Kilometer vor dem Ziel formierte sich erneut ein größeres Peloton, ehe dieses kurz darauf wieder zerfiel. Bei der letzten Zieldurchfahrt waren 18 Fahrer in der Spitzengruppe vertreten. Mit dabei waren Jasper Philipsen (Alpecin-Deceuninck), Fabio Jakobsen, Dylan Groenewegen, Arnaud Démare, Pascal Ackermann und Olav Kooij. Rund 16 Kilometer vor dem Ziel fiel Pascal Ackermann zurück, ehe Jasper Philipsen das Tempo verschärfte und sich mit Olav Kooij, Yves Lampaert und Frederik Frison (Lotto Dstny) an die Spitze des Rennens setzte. Das Quartett arbeitete gut zusammen und erreichte den letzten Kilometer mit einem Vorsprung von rund 20 Sekunden. Im Zielsprint setzte sich Jasper Philipsen vor Olav Kooij und Yves Lampaert durch.
| Platz | Fahrer              | Nation | Team                   | Zeit                   |
| ----- | ------------------- | ------ | ---------------------- | ---------------------- |
| 01.   | Jasper Philipsen    | BEL    | Alpecin-Deceuninck     | 4:38:52 h (45,39 km/h) |
| 02.   | Olav Kooij          | NED    | Jumbo-Visma            | "                      |
| 03.   | Yves Lampaert       | BEL    | Soudal Quick-Step      | "                      |
| 04.   | Frederik Frison     | BEL    | Lotto Dstny            | + 0:01 min             |
| 05.   | Fabio Jakobsen      | NED    | Soudal Quick-Step      | + 0:21 min             |
| 06.   | Jonas Rickaert      | BEL    | Alpecin-Deceuninck     | "                      |
| 07.   | Cedric Beullens     | BEL    | Lotto Dstny            | "                      |
| 08.   | Stian Fredheim      | NOR    | Uno-X Pro Cycling Team | "                      |
| 09.   | Sebastián Molano    | COL    | UAE Team Emirates      | "                      |
| 10.   | Marijn van den Berg | NED    | EF Education-EasyPost  | "                      |